# فردریک هفتم، پادشاه دانمارک
فردریک هفتم دانمارک (انگلیسی: Frederick VII of Denmark؛ ۶ اکتبر ۱۸۰۸ – ۱۵ نوامبر ۱۸۶۳) پادشاه دانمارک بود.